# パフタコール・マルカジイ・スタジアム
パフタコール・マルカジイ・スタジアム（ウズベク語: Paxtakor Markaziy Stadioni）はウズベキスタンの首都タシュケントにある多目的スタジアムであり、ウズベキスタンの国立競技場である。

## 概要
1956年に建設された。現在は主にサッカーの試合に用いられており、ウズベク・リーグに属するFCパフタコール・タシュケントのホームスタジアムでもある。
また、サッカーウズベキスタン代表のホームゲームもこのスタジアムで開催される。
パフタコール・マルカジイ・スタジアムのピッチサイズであるが、国際サッカー連盟が規定する国際試合のピッチサイズより若干大きく採られているとされる。

## 主な国際試合
- 2009年6月6日： ウズベキスタン 対  日本（2010 FIFAワールドカップ・アジア予選）
- 2011年9月6日： ウズベキスタン 対  日本（2014 FIFAワールドカップ・アジア予選）

## 交通アクセス
タシュケント地下鉄チランザール線とウズベキスタン線のパフタコール駅より徒歩2分。